# Paraphoxus robustus
Paraphoxus robustus är en kräftdjursart. Paraphoxus robustus ingår i släktet Paraphoxus och familjen Phoxocephalidae. Inga underarter finns listade i Catalogue of Life.